# Brännehylte
Brännehylte is een plaats in de gemeente Gnosjö in het landschap Småland en de provincie Jönköpings län in Zweden. De plaats heeft 71 inwoners (2000) en een oppervlakte van 19 hectare.